# Sonja Hagemanns barn- och ungdomsbokspris
Sonja Hagemanns barn- och ungdomsbokspris (norska:Sonja Hagemanns barne- og ungdomsbokpris) är ett norskt litteraturpris som utdelas av förlaget Aschehoug. Priset går till en författare av en norsk barn- eller ungdomsbok efter omröstning i förlagets barnboksredaktion och ledning.
Priset har fått namn efter litteraturhistorikern Sonja Hagemann. Hagemann skrev ett flertal fackböcker om norsk barnlitteratur, inklusive det tre band stora verket Barnelitteratur i Norge.

## Pristagare
- 1990 – Klaus Hagerup för Høyere enn himmelen
- 1991 – Jostein Gaarder för Sofies verden
- 1992 – Kari Bøge för Ryggen fri
- 1993 – Mathis Mathisen för Sandor
- 1994 – Erling Pedersen för Operasjon Storm
- 1995 – Mette Newth för Det mørke lyset
- 1996 – Arne Berggren för Dronningen
- 1997 – Harald Nordberg för Min første eventyrbok
- 1998 – Harald Rosenløw Eeg för Filter
- 1999 – Sverre Knudsen för Kommer sjelden alene
- 2000 – Torun Lian för Ikke naken, ikke kledd
- 2001 – Marit Nicolaysen för Svein og rotta på rafting
- 2002 – Hilde Hagerup för Løvetannsang
- 2004 – Bjørn Sortland för Kunstdetektivene (serie)